# Kevin Young (baseball)
Pour les articles homonymes, voir Kevin Young (homonymie).
Kevin Stacey Young, né le 16 juin 1969 à Alpena, Michigan, États-Unis, est un ancien joueur de baseball professionnel, ayant évolué à la position de premier-but dans les Ligues majeures de 1992 à 2003.
En 12 saisons dans les majeures, Kevin Young a conservé une moyenne au bâton de ,258 avec 144 circuits et 606 points produits en 1205 parties jouées. Il a évolué pour les Pirates de Pittsburgh de 1992 à 1995 et de 1997 à 2003, des séjours entrecoupés par une seule saison chez les Royals de Kansas City, en 1996.
Il a connu ses meilleurs moments chez les Pirates entre 1997 et 1999, avec des saisons respectives de 18, 27 et 26 circuits, 74, 108 et 106 points produits, et des moyennes au bâton de ,300, ,270 et ,298.
Le 13 décembre 2007, Kevin Young a fait partie des joueurs cités dans le rapport Mitchell et soupçonnés de dopage.